# Albert Tangora
Albert Tangora (Paterson, 2 de julio de 1903-Evanston, 7 de abril de 1978) fue un mecanógrafo competitivo estadounidense que era ampliamente considerado en tener la velocidad de escritura más rápida en una máquina de escribir. Nacido en Paterson, Nueva Jersey, Tangora comenzó a mecanografiar en 1916 y participó en concursos de mecanografía al año siguiente.
El 22 de octubre de 1923, Tangora estableció el récord mundial de velocidad de escritura en 60 minutos con 147 palabras por minuto (WPM). Después de un período de descanso, escribió 159 palabras en un sprint de un minuto. La máquina de escribir que utilizó fue un teclado QWERTY Underwood Standard. Aunque finalmente fue superada por un modelo eléctrico en 1941, Tangora sigue ostentando el récord en una máquina de escribir manual.
A lo largo de su carrera como mecanógrafo, apareció en anuncios de las empresas de máquinas de escribir Underwood Typewriter Company y Royal Typewriter Company.
Después de retirarse, Tangora comenzó a competir nuevamente en competencias de mecanografía posteriores patrocinadas por la Asociación Internacional de Escuelas Comerciales. Allí también mantuvo el récord de 141 palabras por minuto, establecido en 1937 en una máquina de escribir Royal. Más tarde batió su propio récord con una velocidad de escritura de 142 palabras por minuto. En total, ganó siete veces el concurso.

## Biografía

### Primeros años de vida y educación
Tangora nació el 2 de julio de 1903 en Paterson, Nueva Jersey. Fue uno de los ocho hijos criados por el contratista Charles Tangora y su esposa, Angelina, una pareja nacida en Italia que emigró a los Estados Unidos en 1903. El 20 de junio de 1916, Tangora se graduó de la Escuela Pública Número 5 de Paterson.

### Mecanografía competitiva

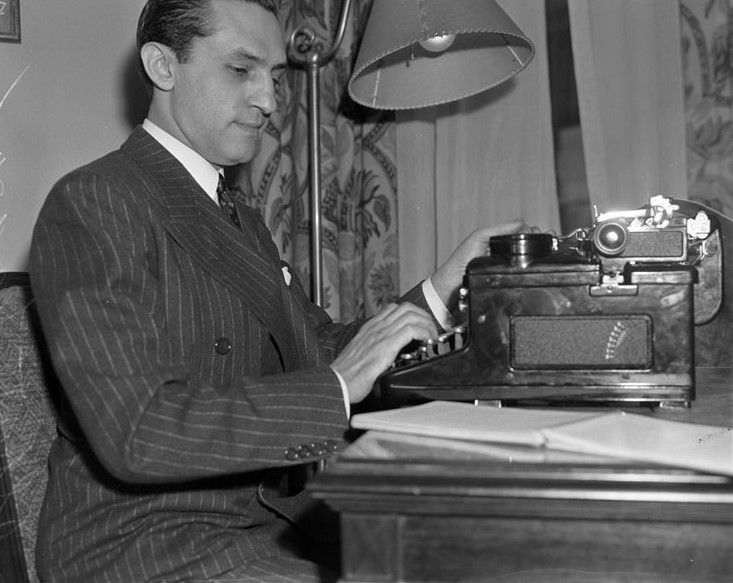
Tangora en 1938.

Tangora comenzó a aprender la práctica de mecanografiar a finales de 1916, pocos meses después de graduarse de la escuela pública. El 31 de enero de 1917, como estudiante novato, recibió su diploma del Spencer's Business College durante la ceremonia de graduación. Además, él y otros tres graduados participaron en el Campeonato Mundial fijado para octubre de 1917.
Tangora comenzó a competir en concursos de mecanografía rápida con máquinas de escribir en la división Novice (15 minutos), cuando durante el New England Business Show celebrado en el Mechanics Hall de Boston, Massachusetts, Tangora ganó el concurso de mecanografía de los Estados del Este celebrado el 9 de abril de 1917. por tener una velocidad de escritura de 91 palabras por minuto (WPM) en 15 minutos. El 15 de octubre de 1917, ganó la división de principiantes del Concurso de mecanografía del campeonato mundial en la ciudad de Nueva York con una velocidad de escritura de 110 palabras por minuto en 15 minutos. Comenzó a competir en la división Amateur (30 minutos), donde el 14 de octubre de 1918 compitió en el Campeonato Mundial con una velocidad de mecanografía de 30 minutos de 117 palabras por minuto, ganando al año siguiente el 20 de octubre de 1919, con una velocidad de escritura de 133 palabras por minuto en 30 minutos.
A principios de la década de 1920, Tangora comenzó a realizar giras por todo Estados Unidos para presentar demostraciones de mecanografía en instituciones educativas y empresas en asociación con Underwood Typewriter Company, incluidas el Goldey-Beacom College, West Chester High School en Pensilvania, así como el Massey Business College. Además, comenzó a competir en la división Professional (60 minutos) al participar en el Campeonato Mundial de Mecanografía celebrado en el Grand Central Palace el 25 de octubre de 1920, cuarto con una velocidad de mecanografía de 124 palabras por minuto en 60 minutos. Tangora trabajó para Underwood Typewriter Company en su departamento de educación y pasó la primera mitad de 1921 viajando por el sur y el oeste de los Estados Unidos. Después de regresar a Nueva Jersey en junio de 1921, comenzó a entrenar para la división Profesional. Tangora compitió en el próximo Campeonato Mundial de Mecanografía celebrado en la ciudad de Nueva York el 17 de octubre de 1921, donde quedó tercero con una velocidad de mecanografía de 132 palabras por minuto. Al año siguiente, recibió una multa de 11 dólares por exceso de velocidad, y nuevamente quedó tercero en el siguiente Campeonato Mundial de Mecanografía el 23 de octubre de 1922, con una velocidad de mecanografía de 141 palabras por minuto.
El 22 de octubre de 1923, Tangora estableció el récord mundial de velocidad de escritura en 60 minutos con 147 palabras por minuto. Después de un período de descanso, escribió 159 palabras en un sprint de un minuto. La máquina de escribir que utilizó fue una Underwood Standard, que tenía teclados QWERTY.

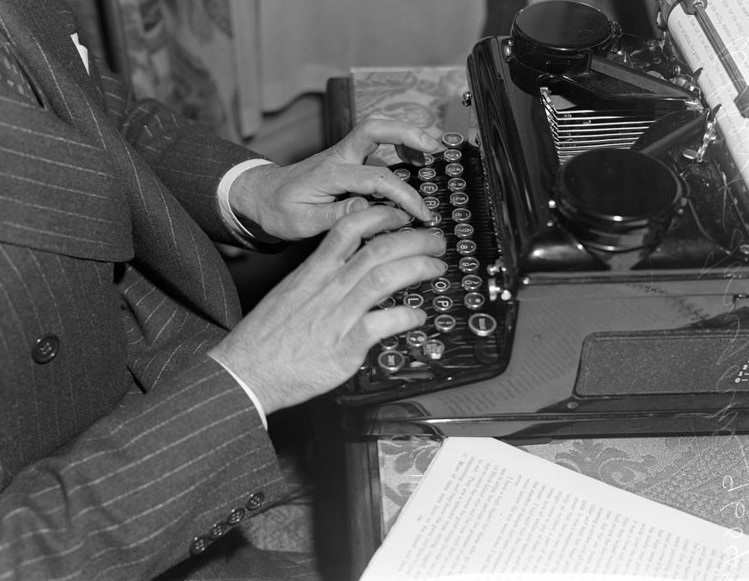
Tangora demostrando su mecanografía en 1938.

Después de retirarse temporalmente, comenzó a competir nuevamente en competencias de mecanografía posteriores patrocinadas por la Asociación Internacional de Escuelas Comerciales. En 1936, Tangora aseguró sus manos por 100 000 dólares. En preparación para competir en competencias de mecanografía rápida, mojaba los dedos en una mezcla de talco y alumbre. Al año siguiente, utilizó una máquina de escribir Royal para establecer el récord de mecanografía de la Asociación Internacional de Escuelas Comerciales con una velocidad de mecanografía de 141 palabras por minuto. Más tarde batió su propio récord con una velocidad de escritura de 142 palabras por minuto. Tangora escribió un folleto sobre mecanografía, llamado Fifty Common Typing Faults and How To Avoid Them («Cincuenta errores comunes de mecanografía y cómo evitarlos»).

### Servicio de la Segunda Guerra Mundial
El 16 de febrero de 1942, Tangora fue registrado para reclutar para la Segunda Guerra Mundial. En ese momento, trabajaba para la Royal Typewriter Company en la ciudad de Nueva York. En marzo de 1944, estaba sirviendo en la Reserva Naval de los Estados Unidos como teniente comandante. Más tarde se convirtió en Jefe Yeoman en Oahu, dando lecciones de mecanografía a las clases de la Marina. Es sujeto de la película Albert Tangora en acción, en la que demuestra técnicas de mecanografía que incluyen la postura adecuada, la posición de los brazos y los calentamientos.

### Vida personal y muerte
En enero de 1926, Tangora se casó con la alumna de mecanografía Dorothy Lane. A principios de 1934, Tangora vivía en Paterson, Nueva Jersey; se casó con Virginia Martin de Evanston, Illinois, profesora de música en Watseka Community High School en Watseka, Illinois. Más tarde se mudó a Evanston, donde fue propietario de Albert Tangora Typewriter and Office Equipment Co. y finalmente se jubiló.
El 7 de abril de 1978, Tangora murió en el Hospital Evanston a la edad de 74 años tras un infarto. En el momento de su muerte, no se sabía que se hubiera superado su récord de mecanografiado de 147 palabras por minuto durante una hora.